# Максимилиан Колбе
Максимилиан Мария Колбе (на полски: Maksymilian Maria Kolbe), с рождено име Раймунд Колбе (на полски: Rajmund Kolbe)(роден на 8 януари 1894 г. в Здунска Воля, умира на 14 август 1941 г. в концентрационния лагер Аушвиц) е полски францисканец-конвентуалец, свещеник, мъченик, мисионер и светец на Католическата църква. Първият полски мъченик от периода на Втората световна война, обявен за такъв по време на беатификацията през 1971 г. 

## Биография

### Детство
Раймунд Колбе е роден на 8 януари 1894 г. в Здунска Воля, тогава част от Руската империя сега в Полша, като втори син на Юлиуш и Марианна от дома Домбровски в многодетно семейство (неговият брат също става францисканец). Бащата на Раймунд е с немски произход, а майка му е полякиня.
Поради трудната финансова ситуация родителите му се местят в Лодз, а през 1897 г. – в Пабянице. Там баща му работи във фабрика, а майка му ръководи магазин, а след това е акушерка. През юни 1902 г. приема Първо причастие. Съществено значение за бъдещата му съдба изиграва видението, което има в църквата „Св. Матей“ в Пабянице. След години той самият си спомня:
„Помолих Божията майка да ми каже какво ще се случи с мен... Тогава тя ми се показа, като държеше две корони: едната бяла, а другата червена. Попита ме дали искам тези корони; бялата означавала, че ще издържа в чистота, а червената, че ще бъда мъченик. Отговорих, че искам и двете.“

### Религиозен живот
Раймунд, заедно с брат си Юзеф постъпват в ордена на францисканците – конвентуалци. През 1907 г. започва да учи в малка францисканска семинария в Лвов, през 1910 г. става послушник в ордена на францисканците и приема името Максимилиан. През 1912 г. започва следването си в Краков, няколко месеца по-късно е изпратен в Папския университет в Рим. На 1 ноември 1914 г. дава обет и приема името Мария. 
От 1912 г. до 1919 г. следва философия и богословие в Рим. Дипломира се по философия през 1915 г. и по богословие – през 1919 г. Интересува се от физика и математика, и дори проектира нови видове самолети и други машини. Ръкоположен за свещеник през 1918 г. след което се завръща в Краков, Полша.

### Издателска дейност
През 1917 г. пребивавайки в Рим, заедно със своите събратя основава религиозния съюз Rycerstwo Niepokalanej (Militia Immaculatae), който се занимава с апостолска дейност под знака на Богородица. За да реализират целите на организацията и да поддържат връзка с неговите членове, от януари 1922 г. в Краков започва да издава списанието „Рицар на Непорочната“. В края на същата година организира издателство и в Гродно. Колбе придава на списанието катехизисен характер за масовия читател (през 1938 г. достига тираж от милион екземпляра).
През 1927 г. близо до Варшава започва да строи от нищото цял един град на около 40 км от Варшава – „Града на Мария“ (Непокаланов). Това е един от големите центрове на почитта към Дева Мария в страната. След малко повече от десет години в Непокаланов живеят 762 монаси: 13 свещеници, 18 семинаристи, 527 братя, 122 кандидати за свещенството и 82 млади кандидати за братя.
Там издава „Рицар на Непорочната“, а от 1935 г. популярния „Mały Dziennik“. И двете списания засягат не само религиозни теми, но също така социални, политически и културни.

### Мисионерска дейност
През годините 1931 – 1935 извършва мисионерска дейност в Япония, където започва издаването на японския еквивалент на „Рицар на Непорочната“ и основава Японския Непокаланов. Подобни центрове основава също така в Китай и Индия. През 1936 г. се връща в Полша, за да ръководи Непокаланов, който се превръща в най-големия католически манастир на света – през септември 1939 г. там има около 700 монаси.
През 1931 г. от неговата инициатива в Нагасаки възниква францискански манастир „Градина на Непорочната“ (на японски: Mugenzai no Sono; на полски: Ogród Niepokalanej). Въпреки предложенията на останалите духовници манастирът да бъде разположен в католическия квартал Ураками, Колбе решава да бъде построен близо до една от горите, заобикалящи Нагасаки. 14 г. по-късно това решение се оказва спасително за града, понеже на 9 август 1945 г. върху Нагасаки пада атомна бомба, а хълмовете на гората опазват манастира от ударната вълна.
В Япония Максимилиан Колбе се запознава с т.нар. малко радио, т.е. предавателни станции с малка мощ, инсталирани на много места в страната. След завръщането си в Полша решава да сложи такъв тип станции в Непокаланов. Съгласно действащото законодателство в предвоенна Полша, такава възможност няма. Без да губи надежда се записва в Полския съюз на радиолюбителите и става радиолюбител с повиквателен знак SP3RN. Станцията емитира в края на 1937 и началото на 1938 г., като обхваща територията на почти цялата страна.

### Немската окупация и престоят в концентрационен лагер
По време на германската окупация дейността на манастира е прекъсната, а останалите около 40 монаси са арестувани от немците на 19 септември 1939 г. 
След като е освободен, не щади сили да превърне Непокаланов в убежище на страдащите, нуждаещите се и преследваните в суровите условия на германската окупация.
Арестуван е отново на 17 февруари 1941 г., разпитван и затворен в Павяк.
На 28 май 1941 г. попада в лагера в Аушвиц, където получава номер 16670. На 29 юли 1941 г. доброволно избира гладна смърт в замяна за осъдения му съкилийник Франчишек Гайовничек, който бил в групата от 10 затворници, осъдени на смърт за бягство от лагера на един от затворниците. Бащата на Колбе умира на 14 август 1941 г. от инжекция с отрова. На 25 октомври 1944 г. Франчишек Гайовничек е преместен в концентрационния лагер Захсенхаузен, където дочаква избавлението от американската войска.

## Беатификация и канонизация
След края на Втората световна война генералът на францисканския орден Беда Мария Хес прави постъпления в Светия престол за канонизирането на отец Максимилиан. След разследване на всички обстоятелства на 30 януари 1969 г. папа Павел VI издава декрет за героичните добродетели на отец Максимилиан, а на 14 юни 1971 г. Свещената конгрегация по обредите издава декрет, който потвърждава чудотворните изцеления със застъпничеството на отец Максимилиан. Беатифициран е на 17 октомври 1971 г. от папа Павел VI, а на 10 октомври 1982 г. е канонизиран от папа Йоан Павел II. Колбе е първият беатифициран поляк след Втората световна война.

## Патрон
Редица енории и църкви носят неговото име.
На 10 октомври 1998 г. Светият престол признава светия за патрон на град Здунска Воля, а на 10 октомври 2004 г. за патрон и на град Пабянице.
На 22 май 1999 г. Конгрегацията за Божествения култ и дисциплината на Тайнствата определя Св. Максимилиан за покровител на кръводарителите в Полша.
Сеймът на Република Полша обявява 2011 г. за година на Св. Максимилиан Мария Колбе.
Патрон е на следните епархии: белско-живецка, елбльонгска и кошалинско-колобжеска.
Патрон е също така и на много образователни институции: Католическия лицей в Шчечин, Основното училище в Терешин, Основното училище в Пушно Годовске, Основно училище №3 в Хмелник, Основното училище във Врублова, Основното училище в Харменже, Полското училище в Ривърхед (Ню Йорк), Полското училище в Чикаго.
Много улици в десетки населени места в Полша носят неговото име: Бялисток, Бидгошч, Явожно, Легница, Пила, Радомско, Жешов, Варшава.

## Отличия
- 1954 г. – Кръст на Независимостта с мечове на Полската подземна държава (отличен посмъртно от Полското правителство в изгнание)
- 1972 г. – Златен кръст на Ордена Virtuti Militari (отличен посмъртно от властите на Полската народна република)

## Филми
Историята за живота и смъртта на Максимилиан Колбе е представена във филма Живот за живот. Максимилиан Колбе (1991) с режисьор Кшищоф Зануси. В ролята на монаха се превъплъщава Едвард Жентара. Освен това през 2007 г. възниква документален филм за неговия живот с режисьори Томаш Войчеховски и Лешек Вашута със заглавие Мъченик за любов за TV Puls. През 2017 г. се появява поредния игрален филм за него с режисьор Михал Кондрат Две корони, а в главната роля е Адам Воронович.

## Книги
- отец Максимилиян Балабански, „Св. Максимилиян Мария Колбе – Рицарят на Пренепорочната“